# 愛と欲望の日々/LONELY WOMAN
『愛と欲望の日々 / LONELY WOMAN』（あいとよくぼうのひび / ロンリー・ウーマン）は、サザンオールスターズの50作目のシングル。「愛と欲望の日々」と「LONELY WOMAN」との両A面シングル。タイシタレーベルから12cmCD・12インチレコード・カセットテープで2004年11月24日に発売された。
2014年12月17日からはダウンロード配信、2019年12月20日からはストリーミング配信が開始されている。

## 背景
前作「君こそスターだ/夢に消えたジュリア」からおよそ4か月ぶりに発売された作品。
カップリングの2曲が2004年の海の日に行われた1夜限りのシークレットライブのライブ音源である。

## プロモーション
テレビ披露
| 放送日         | 番組名                   | 放送局     | 披露曲                                                                                                  | 出典  |
| -------------- | ------------------------ | ---------- | --- | ----- |
| 2004年11月26日 | ミュージックステーション | テレビ朝日 | 「愛と欲望の日々」 「君こそスターだ」 「彩 〜Aja〜」                                                    | [ 8 ] |
| 2005年10月7日  | ミュージックステーション | テレビ朝日 | 「愛と欲望の日々」 「ロックンロール・スーパーマン 〜Rock'n Roll Superman〜」 「ごめんよ僕が馬鹿だった」 | [ 9 ] |

## チャート成績
2004年12月6日付のオリコン週間ランキングで初週19.0万枚を売り上げて、初登場1位を獲得した。2003年に再発売した「勝手にシンドバッド」から5作連続、通算12作目の首位獲得となった。また、オリコンによる本作の累計売上は37.2万枚である。
また、本作の首位獲得によりシングルTOP10入りの作品が40作目になり、デビュー26年5か月目でオリコンチャート史上初の記録となった。

## 収録曲
- 収録時間：20:08

1. 愛と欲望の日々 (4:23)
（作詞・作曲：桑田佳祐 / 編曲：サザンオールスターズ / 管編曲：山本拓夫）
フジテレビ系・木曜劇場『大奥 〜第一章〜』主題歌。
ラテン音楽、ディスコ、歌謡曲などを融合させ、サザンらしさを出したダンス・ミュージック[1]。歌詞には和洋折衷の言葉遊びや、ディスコの名前などが登場する。
ミュージック・ビデオでは、「HOTEL PACIFIC」以来大きく振り付けを取り入れた[13]。振り付けは年末のパーティーを感じさせるものになっている[14][15][注釈 1]。
2. LONELY WOMAN (5:27)
（作詞・作曲：桑田佳祐 / 英語補作詞：岩本えり子 / 編曲：サザンオールスターズ　弦編曲：島健）
トヨタ自動車『MORE THAN BEST』CMソング。
クリスマスや冬をイメージした楽曲で、歌詞の中に「Merry X'mas」という言葉などが登場する。また、歌詞にビートルズの楽曲「Ticket To Ride」が登場する。
アルバム『キラーストリート』には、コーラス部分の変更などがなされて収録されている。
3. イエローマン 〜星の王子様〜 (LIVE at ディファ有明) (5:28)
（作詞・作曲：桑田佳祐 / 編曲：サザンオールスターズ）
1999年に発売された43枚目シングル曲であり、ディファ有明（旧：MZA有明）で行われたファンクラブ限定ライブ『真夏の夜の生ライブ 〜海の日スペシャル〜』[注釈 2]からのライブ音源を収録。
4. ラチエン通りのシスター (LIVE at ディファ有明) (4:40)
（作詞・作曲：桑田佳祐 / 編曲：サザンオールスターズ）
1979年発売の2枚目アルバム『10ナンバーズ・からっと』に収録されていた楽曲であり、同じくディファ有明で行われたライブ音源を収録。

## 参加ミュージシャン
- 桑田佳祐:Vocal,Acoustic Guitar(#1〜4)、 Chorus, Electric Guitar, Bass(#1〜2)
- 関口和之:Bass, Chorus(#1〜4)
- 松田弘:Drums, Chorus(#1〜4)、Drum Programming(#1〜2)
- 原由子:Piano, Electric Piano, Chorus(#1〜4)
- 野沢秀行:Percussion, Chorus(#1〜4)

- 愛と欲望の日々
  - 角谷仁宣:Computer Programming
  - 斎藤誠:Electric Guitar, Chorus
  - 片山敦夫:Piano, Synthesizer, Hammond Organ, Chorus
  - 包国充:Tenor Saxophone
  - 三沢またろう:Percussion
  - 山本拓夫:Tenor & Baritone Saxophone
  - 西村浩二:Trumpet
  - 荒木敏男:Trumpet
  - 村田陽一:Trombone
- LONELY WOMAN
  - 角谷仁宣:Computer Programming
  - 斎藤誠:Acoustic Guitar
  - 金原千恵子ストリングス:Strings
  - 島健:Glockenspiel
- イエローマン 〜星の王子様〜/ラチエン通りのシスター (LIVE at ディファ有明)
  - 斎藤誠:Electric Guitar, Chorus
  - 片山敦夫:Hammond Organ, Chorus
  - 包国充:Tenor Saxophone

## 収録アルバム
| 曲名           | 作品名           | 備考                                       |
| -------------- | ---------------- | ------------------------------------------ |
| 愛と欲望の日々 | キラーストリート |                                            |
| 愛と欲望の日々 | 海のOh, Yeah!!   |                                            |
| LONELY WOMAN   | キラーストリート | アルバムバージョンを収録。                 |
| LONELY WOMAN   | 海のOh, Yeah!!   | 『キラーストリート』と同バージョンを収録。 |

## ミュージック・ビデオ収録作品
| 曲名           | 作品名                                                            |
| -------------- | ----------------------------------------------------------------- |
| 愛と欲望の日々 | ベストヒットUSAS (Ultra Southern All Stars)                       |
| 愛と欲望の日々 | 21世紀の音楽異端児 (21st Century Southern All Stars Music Videos) |
| LONELY WOMAN   | 未収録                                                            |

## ライブ映像作品
| 曲名           | 作品名                                                   |
| -------------- | -------------------------------------------------------- |
| 愛と欲望の日々 | FILM KILLER STREET (Director's Cut) & LIVE at TOKYO DOME |
| LONELY WOMAN   | 未収録                                                   |